# 许丰勋
许丰勋（1922年—2006年2月13日），男，河南太康人，中国烧伤外科专家，曾任中国人民解放军第二军医大学教授、博士生导师。